# Trichomycterus fuscus
Trichomycterus fuscus és una espècie de peix de la família dels tricomictèrids i de l'ordre dels siluriformes.